# Сабин, Дэвид
Дэвид Уоррен Сабин (David W. (Warren) Sabean; род. 28 августа 1939, Уолтем, Массачусетс) — американский социальный историк, германист. Заслуженный исследовательский профессор Калифорнийского университета в Лос-Анджелесе. Член Американской академии искусств и наук (2000).

## Биография
Его родители были из Новой Шотландии; дедушка по материнской линии был баптистским священником; Дэвид Сабин вспоминал, что его семья была «в значительной степени фундаменталистской». Два брата — старший стал христианским миссионером, младший получит докторскую степень и будет работать в Оттаве.
Окончил Хоутонский колледж как бакалавр. Изучал историю в Бостонском университете. В начале 1960-х годов изучал культурную и интеллектуальную историю под руководством Джорджа Мосса в Висконсинском университете в Мадисоне, получил там степень магистра. Занимался год в Брандейском университете по программе истории идей. В 1965-6 годах в Тюбингене, куда отправился для написания диссертации о крестьянской войне в Германии 1525 года, в итоге опубликованной как «Landbesitz und Gesellschaft am Vorabend des Bauernkriegs» (Штутгарт, 1972). С 1966 по 1970 год преподавал в Университете Восточной Англии. С 1970 по 1976 год преподавал в Питтсбургском университете. С 1976 по 1983 год в Институте истории Макса Планка в Геттингене. Автор Power in the Blood: Popular Culture and Village Discourse in Early Modern Germany (Cambridge, 1984; Ger.: Das zweischneidige Schwert (Berlin, 1986; Frankfurt, 1990)). В 1983 году вернулся в США, стал профессором Калифорнийского университета. Закончил там первый том своего исследования о деревне: Property, Production and Family in Neckarhausen, 1700—1870 (Cambridge, 1990). Позже выйдет второй том Kinship in Neckarhausen, 1700—1870 (Cambridge, 1998) {Рец. Steve Hochstadt}. Некоторое время до того провел в Корнелле (в 1988-93), но затем вернулся в Калифорнийский университет, где с того же 1993 года займет именную кафедру Henry J. Bruman Endowed Chair германоведения. Постепенно его интересы сосредоточились на 19 в., хотя он продолжает затрагивать различные вопросы, начиная от 16 в. Студентам Сабин читает лекции по истории Германии до начала Первой мировой войны. Содействовал укреплению междисциплинарных связей между антропологией и историей. Высоко оценивал Клаудию Верховен.
Соредактор Kinship in Europe: Approaches to the Long-Term Development (1300—1900) (New York and Oxford, 2007). Опубликовал книги Interest and Emotion (1984), Power in the Blood: Popular Culture and Village Discourse in Early Modern Germany (Cambridge, 1984), Property, Production and Family in Neckarhausen, 1700—1870 (Cambridge, 1990).